# Convention relative à l'esclavage (1926)
 Voir le traité sur Wikisource
Convention de Saint-Germain-en-Laye de 1919 Convention supplémentaire relative à abolition de esclavage
La Convention relative à l'esclavage est une convention établie par la Société des Nations, et signée à Genève, en Suisse, le 25 septembre 1926, pour être soumise à la ratification des États membres. Elle est entrée en vigueur le 9 mars 1927. 
Conçue après la Convention de Saint-Germain-en-Laye de 1919, ayant elle-même pour objet la révision de l'Acte général de Berlin de 1885, et de l'Acte général de la Déclaration de Bruxelles de 1890, cette convention vise à donner un effet concret aux intentions exprimées par les textes précédents, elle étend également son champ d'application au travail forcé, pour empêcher qu'il n'amène des conditions analogues à celles de l'esclavage. Cette Convention a été supplémentée par la Convention relative à abolition de l'esclavage en 1956 qui interdit aussi la servitude pour dettes, le servage et le mariage forcé par l'ONU. 
Elle est ratifiée par la France par la loi du 21 mars 1931. 